# Ivan Marković (calciatore 1994)
Ivan Marković (in serbo Иван Марковић?; Belgrado, 20 giugno 1994) è un calciatore serbo, centrocampista svincolato.

## Biografia
Ha un fratello gemello, Vanja, anch'egli calciatore.

## Carriera

### Club
Il 27 agosto 2018 viene acquistato a titolo definitivo dalla squadra greca del Kalamata.